# Plowmanianthus
Plowmanianthus es un género de plantas con flores de la familia Commelinaceae. Es originario de América tropical. Se distribuye desde Panamá a Perú en el Amazonas y Brasil.  Comprende 5 especies descritas y   aceptadas.

## Descripción
Forma una roseta, generalmente de hierbas no ramificados un poco suculenta, las hojas tienen forma de cinta.  En la naturaleza, las plantas crecen en el suelo de los bosques primarios ricos en humus, superficialmente sus raíces  y hojas están cubiertas por la hojarasca.
Plowmanianthus se parece a su pariente cercano, el género de epífitas Cochliostema, pero es más pequeño (sus hojas llegan sólo a medir unos 30 cm de longitud) y no es epífita. Sus flores son también mucho más pequeñas. 

## Taxonomía
El género fue descrito por Faden & C.R.Hardy y publicado en Systematic Botany 29(2): 316–318. 2004. La especie tipo es: Plowmanianthus perforans Faden & C.R.Hardy  

## Especies aceptadas
A continuación se brinda un listado de las especies del género Plowmanianthus aceptadas hasta noviembre de 2013, ordenadas alfabéticamente. Para cada una se indica el nombre binomial seguido del autor, abreviado según las convenciones y usos.
- Plowmanianthus dressleri Faden & C.R.Hardy
- Plowmanianthus grandifolius Faden & C.R.Hardy
- Plowmanianthus panamensis Faden & C.R.Hardy
- Plowmanianthus perforans Faden & C.R.Hardy
- Plowmanianthus peruvianus C.R.Hardy & Faden